# کیروستنوتس
کیروستنوتس (نام علمی: Chirostenotes) نام یک سرده از فروراسته خاگ‌دزدخزندگان است.